# Дюрки
Дюрки (эрз. Дюрькина) — село в Атяшевском районе Республики Мордовии Российской Федерации. Входит в состав Сабанчеевского сельского поселения.
Численность населения — 539 чел. (2010 год), преимущественно эрзя.

## География
Расположено на реке Большая Сарка, в 26 км от районного центра и железнодорожной станции Атяшево.

## История
Основаны в 1638 г. Название-антропоним: по имени первого поселенца Дюри Базаева. В конце 1970-х гг. в 3 км восточнее села на левом берегу Большой Сарки в урочище «Бикинь каль» было обнаружено поселение бортников 16 — начала 17 в. Сохранились следы 5 жилищ, расположенных 2 гнёздами на расстоянии 150 м друг от друга. Найдены обломки глиняной посуды, пемзовые бусы, обугленные кирпичи от глинобитных печей. Деревня мордвы-бортников принадлежала Бики Атянееву с братьями, что подтверждается данными писцовых книг Д. Пушечникова и А. Костяева 1624—1626 гг. По переписи 1671 г., числились 2 деревни под названием «Баево» («Дюркина тож на Саре» и «на Ракшлее Верхосурского стана Алатырского уезда»), в которых было 39 дворов. Жители этих деревень участвовали в Гражданской войне 1670—1671 гг. По данным 1859 г., Дюрки — село удельное, из 170 дворов. По сведениям 1910—1911 гг., в с. Дюрки Паранеевской волости Алатырского уезда имелись церковь (1906) и школа. В 1930-е гг. были организованы колхозы «Большевик» и «Красная Звезда» (Дюрки), «Парижская Коммуна» (с. Вишнёвые Манадыши), «Красная жатва» (с. Паранеи), объединённые в 1951 году в колхоз им. Калинина (в 1971 г. был награждён орденом Ленина), в 1992 г были реорганизованы в СХПК им. Калинина, с 1995 г. — им. А. Т. Куняева.

## Население
| 2002 | 2010 |
| ---- | ---- |
| 646  | ↘539 |

## Описание
На территории села — средняя школа, Дом культуры, библиотека, детсад «Сказка», торговый центр, кооперативный магазин, медпункт и колхозный профилакторий.
Знатные люди: Герои Социалистического Труда Т. В. Гутрина и А. Т. Куняев.
Близ села — поселение срубной культуры бронзового века; мордовский могильник 12—14 вв.